# Concerto n.1 Smodato temperante
Concerto n.1 Smodato temperante è il secondo album solista di Ginevra Di Marco.

## Tracce
1. Neretva
2. Le grandi scoperte
3. Luce appare
4. Tante Susanne dagli occhi neri
5. Lilith
6. Khorakhané
7. Terraluna
8. Trama tenue
9. Eclissi
10. Ederlezi
11. Canto di accoglienza